# Seçishti
Seçishti (albanska: Seçishti, (serbiska: Sečište,) är en by i Kosovo. Den ligger i kommunen Hani i Elezit. Enligt den senaste folkräkningen år 2011 fanns det 2 252 invånare.

## Demografi
| Demografi | 2011 |
| --------- | ---- |
| albaner   | 2249 |
| bosnier   | 1    |
| annat     | 1    |
| okänt     | 1    |